# Hetzel-Reisen
Hetzel-Reisen war ein deutscher Reiseveranstalter mit Sitz in Stuttgart.

## Geschichte
Kurt Hetzel (1921–1985) organisierte als Volks- und Berufsschullehrer regelmäßig Klassenfahrten und stellte dabei fest, dass seine Berufung im Tourismus liegt. Mit seiner Frau Else Hetzel (1921–2020) gründete er daher 1953 die Gesellschaft für Studien- und Ferienreisen, aus der 1959 das Unternehmen Hetzel-Reisen hervorging.
Ab 1963 setzte Hetzel-Reisen verstärkt auf Charterflugangebote anstatt der bisherigen Eisenbahnreisen und vergrößerte damit sein Angebot immer weiter. Im Jahr 1979 zählte das Unternehmen 220.000 Reisegäste. Neben den häufigsten Zielen Spanien, Italien, Griechenland und der Türkei erarbeitete sich Hetzel einen Namen als Spezialist für Reisen nach Ägypten. Maßgeblich verantwortlich hierfür war Ursula Reinert, die 1983 mit OFT-Reisen ihr eigenes Unternehmen gründete (wurde 2014 von TUI übernommen).
Das günstigere Preissegment wurde ab 1992 durch die Tochtergesellschaft So-Fort Reisen abgedeckt.
Im Geschäftsjahr 1994/95 ging der Umsatz um 12 % auf 352 Mio. DM zurück. Mitte 1996 musste das Unternehmen Insolvenz anmelden. Es war zu diesem Zeitpunkt die größte Pleite im deutschen Tourismusgewerbe.
Hetzel beschäftigte zuletzt 180 Mitarbeiter sowie 120 Reiseleiter vor Ort.

## Sonstiges
- Auf Mallorca ist eine Straße in an der Playa de Muro bei Alcúdia nach Else Hetzel benannt ().[4]
- In der Folge Hetzel-Jagd aus der ARD-Fernsehreihe Millionendiener wurde 1972 der Arbeitsalltag bei Hetzel gezeigt.[5]
- In der ehemaligen Unternehmenszentrale an der Kranstraße 8 im Stuttgarter Stadtbezirk Weilimdorf sind heute diverse Firmen ansässig, das Gebäude trägt den Namen Hetzel_8.